# Bach vom Breitenloh
Der Bach vom Breitenloh ist ein knapp 1 km langer, rechter Zufluss des Beerbachs, der im hessischen Landkreis Darmstadt-Dieburg fließt.

## Etymologie
Seinen Namen erhielt der Bach nach dem Gewann Breitenloh.

## Geographie

### Verlauf
Der Bach vom Breitenloh verläuft überwiegend nordwärts im Vorderen Odenwald und im Naturpark Bergstraße-Odenwald.
Seine Quelle liegt in einem Teich, im Tal zwischen dem „Petersberg“ und dem „Glasberg“, im Gewann Breitenloh. 
Zwischen der „Krämersmühle“ und der „Waldmühle“ mündet der Bach von rechts und Osten in den Beerbach.